# Moka (Käina)
Moka − wieś w Estonii, w prowincji Hiuma, w gminie Käina.